# Albumy numer jeden w roku 2004 (Polska)
Artykuł prezentuje listę albumów numer jeden w notowaniu OLiS w roku 2004.

## Historia listy
| Data publikacji | Album                                     | Wykonawca                    | Źródło |
| --------------- | ----------------------------------------- | ---------------------------- | ------ |
| 5 stycznia      | Nieprzyzwoite piosenki                    | Anita Lipnicka & John Porter | [ 1 ]  |
| 12 stycznia     | Nieprzyzwoite piosenki                    | Anita Lipnicka & John Porter | [ 2 ]  |
| 19 stycznia     | Nieprzyzwoite piosenki                    | Anita Lipnicka & John Porter | [ 3 ]  |
| 26 stycznia     | Nieprzyzwoite piosenki                    | Anita Lipnicka & John Porter | [ 4 ]  |
| 2 lutego        | Nieprzyzwoite piosenki                    | Anita Lipnicka & John Porter | [ 5 ]  |
| 9 lutego        | Złota kolekcja (Czas jak rzeka)           | Czesław Niemen               | [ 6 ]  |
| 16 lutego       | Złota kolekcja (Czas jak rzeka)           | Czesław Niemen               | [ 7 ]  |
| 23 lutego       | Feels Like Home                           | Norah Jones                  | [ 8 ]  |
| 1 marca         | Feels Like Home                           | Norah Jones                  | [ 9 ]  |
| 8 marca         | Samotność po zmierzchu                    | Ania                         | [ 10 ] |
| 15 marca        | Samotność po zmierzchu                    | Ania                         | [ 11 ] |
| 22 marca        | Samotność po zmierzchu                    | Ania                         | [ 12 ] |
| 29 marca        | Patience                                  | George Michael               | [ 13 ] |
| 5 kwietnia      | Patience                                  | George Michael               | [ 14 ] |
| 13 kwietnia     | Znaki szczególne                          | Maanam                       | [ 15 ] |
| 19 kwietnia     | Samotność po zmierzchu                    | Ania                         | [ 16 ] |
| 26 kwietnia     | Wideoteka                                 | Jeden Osiem L                | [ 17 ] |
| 4 maja          | The Girl in the Other Room                | Diana Krall                  | [ 18 ] |
| 10 maja         | Kabaret Tey Vol. 2: Ciąg dalszy           | Kabaret Tey                  | [ 19 ] |
| 17 maja         | Kabaret Tey Vol. 2: Ciąg dalszy           | Kabaret Tey                  | [ 20 ] |
| 24 maja         | Kabaret Tey Vol. 2: Ciąg dalszy           | Kabaret Tey                  | [ 21 ] |
| 31 maja         | Bimbo                                     | Virgin                       | [ 22 ] |
| 7 czerwca       | Siła sióstr                               | Sistars                      | [ 23 ] |
| 14 czerwca      | Siła sióstr                               | Sistars                      | [ 24 ] |
| 21 czerwca      | Siła sióstr                               | Sistars                      | [ 25 ] |
| 28 czerwca      | Radio Zet: Tylko wielkie przeboje na lato | Różni wykonawcy              | [ 26 ] |
| 5 lipca         | Radio Zet: Tylko wielkie przeboje na lato | Różni wykonawcy              | [ 27 ] |
| 12 lipca        | Radio Zet: Tylko wielkie przeboje na lato | Różni wykonawcy              | [ 28 ] |
| 19 lipca        | Radio Zet: Tylko wielkie przeboje na lato | Różni wykonawcy              | [ 29 ] |
| 26 lipca        | Radio Zet: Tylko wielkie przeboje na lato | Różni wykonawcy              | [ 30 ] |
| 2 sierpnia      | Radio Zet: Tylko wielkie przeboje na lato | Różni wykonawcy              | [ 31 ] |
| 9 sierpnia      | Radio Zet: Tylko wielkie przeboje na lato | Różni wykonawcy              | [ 32 ] |
| 16 sierpnia     | To, co w życiu ważne                      | Krzysztof Krawczyk           | [ 33 ] |
| 23 sierpnia     | To, co w życiu ważne                      | Krzysztof Krawczyk           | [ 34 ] |
| 30 sierpnia     | To, co w życiu ważne                      | Krzysztof Krawczyk           | [ 35 ] |
| 6 września      | To, co w życiu ważne                      | Krzysztof Krawczyk           | [ 36 ] |
| 13 września     | To, co w życiu ważne                      | Krzysztof Krawczyk           | [ 37 ] |
| 20 września     | To, co w życiu ważne                      | Krzysztof Krawczyk           | [ 38 ] |
| 27 września     | Samotna w wielkim mieście                 | Kasia Kowalska               | [ 39 ] |
| 4 października  | Samotna w wielkim mieście                 | Kasia Kowalska               | [ 40 ] |
| 11 października | Czterdziesty pierwszy                     | Kazik                        | [ 41 ] |
| 18 października | Czterdziesty pierwszy                     | Kazik                        | [ 42 ] |
| 25 października | Czterdziesty pierwszy                     | Kazik                        | [ 43 ] |
| 2 listopada     | Czterdziesty pierwszy                     | Kazik                        | [ 44 ] |
| 8 listopada     | Dear Heather                              | Leonard Cohen                | [ 45 ] |
| 15 listopada    | Watra                                     | Wilki                        | [ 46 ] |
| 22 listopada    | Watra                                     | Wilki                        | [ 47 ] |
| 29 listopada    | How to Dismantle an Atomic Bomb           | U2                           | [ 48 ] |
| 6 grudnia       | How to Dismantle an Atomic Bomb           | U2                           | [ 49 ] |
| 13 grudnia      | Bravo Hits Zima 2005                      | Różni wykonawcy              | [ 50 ] |
| 20 grudnia      | Bravo Hits Zima 2005                      | Różni wykonawcy              | [ 51 ] |
| 27 grudnia      | Bravo Hits Zima 2005                      | Różni wykonawcy              | [ 52 ] |